# Baureihe 107
Baureihe 107 – lokomotywa spalinowa wyprodukowana w 1962 roku przez CKD Praga w czechosłowacji dla kolei wschodnioniemieckich. Wyprodukowano 20 spalinowozów. Lokomotywy zostały wyprodukowane do prowadzenia pociągów towarowych i osobowych na niezelektryfikowanych liniach kolejowych. Jedna lokomotywa spalinowa jest czynnym eksponatem zabytkowym. Posiadały silnik Diesla K6S310DR o mocy 750 KM przy 750 obrotach wału korbowego na minutę.
Był to sześcio cylindrowy, rzędowy, doładowany, o cylindrach pionowych z wtryskiem bezpośrednim paliwa, paliwem był olej napędowy, każdy cylinder miał własną pompę wtryskową.